# Cynontodium elongatum
Cynontodium elongatum là một loài rêu trong họ Ditrichaceae. Loài này được Hook. f. & Wilson Mitt. mô tả khoa học đầu tiên năm 1869.